# Cheryl Ashruf
Cheryl Ashruf (Rotterdam, 8 juni 1976) is een Nederlandse actrice van Surinaams-Hindoestaanse afkomst.

## Biografie

### Jonge jaren
Ashrufs ouders scheidden toen zij slechts een paar maanden oud was. De eerste zeven jaar groeide ze samen met haar zus op bij haar grootouders in het dorpje Maasland. Elk weekend bezocht ze haar moeder. Op haar zevende verhuisde ze met haar zus en haar moeder met diens vriend naar Rotterdam Schiebroek. Hier woonde ze tot haar 18e jaar. Haar thuissituatie was niet altijd makkelijk, vooral door de drugsverslaving van haar stiefvader.
Ashruf kon op haar derde vloeiend lezen en aan elkaar schrijven. Ze componeerde liedjes en schreef gedichten, en was op de kleuterschool gefascineerd door God, Jezus en opera. "En ja, later ook door Oprah". Naast het vwo zat Ashruf op de balletacademie. Op haar veertiende moest ze echter stoppen vanwege haar thuissituatie. Ze ontmoette in deze tijd ook Terry Constantinidis, die na hun zeven jaar durende relatie nog altijd een belangrijke rol in haar leven speelt.
Op haar negentiende besloot ze zich op een acteercarrière te richten. Na wat figuratiewerk mocht Ashruf auditie doen voor een rol in de soap Onderweg naar Morgen. Hoewel ze de rol niet kreeg, zagen de castingdirectors haar talent en ze raadden haar aan een opleiding te volgen en dit talent te ontwikkelen.

### Carrière
Totaal zonder ervaring werd Ashruf aangenomen op De Nieuw Amsterdam, een theatergroep die een eenjarige theatervooropleiding verzorgt. Ze werd gevraagd te blijven bij de groep, maar besloot – ondanks ook aangenomen te zijn op Toneelschool Utrecht – naar de Mimeschool te gaan in Amsterdam.
In het eerste jaar van de Mime speelde Ashruf in haar eerste filmpje, Burger Inn, voor Teleac. In het tweede jaar van de Mimeschool ontmoette zij Peer van de Berg van theatergroep Suver Nuver. Hij werd haar mentor.In het derde jaar liep zij stage bij deze groep in de voorstelling Troost. Tijdens de stage, pleegde haar vader zelfmoord. Dit viel haar erg zwaar. Hoewel Ashruf haar stage en schooljaar afmaakt, stopt zij na de tournee met school.
Door een afgestudeerde van de Toneelschool Amsterdam werd Ashruf gevraagd mee te doen aan Hindo's & Don'ts, sketches over de Hindoestaanse gemeenschap voor de OHM. In 2002, toen ze voor promotie van de telefilm Taal van het Hart van de OHM naar Suriname afreisde, maakte zij een documentaire van haar zoektocht naar haar vaders graf in Suriname en de plek van zelfmoord, gevangenis Koraalspecht op Curaçao.
Door het werk voor OHM werd Ashruf opgemerkt en benaderd toen er een hoofdrolspeelster gezocht werd voor de nieuwe film van Paula van der Oest, die op dat moment genomineerd werd voor een Oscar met de film Zus & Zo.

Hoewel Ashruf na de hoofdrol in Madame Jeanette (2004) in verscheidene televisie- en filmproducties verscheen, bleef de carrière waar zij op hoopte uit.

### Overig
In 2004 verschenen er een paar artikelen in Rails magazine, geschreven door Che®. Hoewel de foto in het colofon door een masker gedeeltelijk bedekt is, bestaat het vermoeden dat het Cheryl Ashruf betreft. Wel is zeker dat zij Autobiografie van een BNer, ondertitel Bijna Nederlander, schreef, een "autobiografie" van een onbekend persoon en diens weg naar de top. Zij schreef dit omdat het haar leuk leek een autobiografie te lezen van (een onbekend) iemand op weg naar de top, in plaats van die van iemand waarvan iedereen al weet hoe het verloopt. "De lezer is dan een soort toeschouwer van een sportwedstrijd. Op het puntje van de stoel, alles kan nog gebeuren".

## Filmografie

### Film
- 2025 - Wheelie. Regie: Isis Cabolet
- 2024 - Dit is geen kerstfilm. Regie: Michael Middelkoop
- 2015 - Mette. Regie: Esther Rots
- 2009 - Mijn opa de bankrover. Regie: Ineke Houtman.
- 2006 - Tiramisu. Regie: Paula van der Oest
- 2004 - Madame Jeanette. Regie: Paula van der Oest

### Televisie
- 2021 - Maud & Babs - Cindy de Groot
- 2009 - Ch@tney.nl
- 2008 - Shouf Shouf Habibi. Regie: Anne van der Linden
- 2008 - Koning van de Maas. Regie: Karim Traïda
- 2008 - Ch@tney.nl
- 2007 - Ch@tney.nl
- 2006 - Ch@tney.nl
- 2006 - Van Speijk. Regie: Pollo de Pimentel en Anne van der Linden-Taverne
- 2005 - AlexFM. Regie: Anne de Clerq en Ward Latiers
- 2005 - Baantjer. Regie: Ger Poppelaars
- 2005 - Allerzielen: Van 12 hoog. Regie: Gerrard Verhage
- 2004 - Costa!. Regie: Robin Perra
- 2004 - Meiden van De Wit. Regie: Pollo de Pimentel
- 2001 - Taal van het Hart). Regie: Abdoelrahman Ramdjan
- 2000 - Hindo's & Don'ts. Regie: Shanti Devi Upal
- 1998 - Burger Inn. Regie: Simone van Dusseldorp

### Theater
- 2003 - Disco King, Cosmic Theater. Regie: Aat Ceelen
- 2000 - Troost, Suver Nuver. Regie: Lidwien Roothaan